# Chansons de la Terre mourante

Chansons de la Terre mourante (titre original : Songs of the Dying Earth) est une anthologie composée de vingt-deux nouvelles (ainsi qu'une introduction et une préface) rassemblées par George R. R. Martin et Gardner R. Dozois. Elle est parue le 31 juillet 2009 aux éditions Subterranean Press (en) puis elle a été traduite en français partiellement et elle est parue en deux volumes en 2013 aux éditions ActuSF. Les nouvelles non traduites étaient prévues au sommaire d'un troisième tome, envisagé mais non paru.

## Contenu

### Chansons de la Terre mourante- Partie 1
- Le Cru véritable d'Erzuine Thale ((en) The True Vintage of Erzuine Thale, 2009) par Robert Silverberg
- La Porte Copse ((en) The Copsy Door, 2009) par Terry Dowling (en)
- Le Bon Magicien ((en) The Good Magician, 2009) par Glen Cook
- L'Université de maugie ((en) The Collegeum of Mauge, 2009) par Byron Tetrick
- Abrizonde ((en) Abrizonde, 2009) par Walter Jon Williams
- Une nuit au Chalet du Lac ((en) A Night at the Tarn House, 2009) par George R. R. Martin
- La Dernière Quête du mage Sarnod ((en) The Final Quest of the Wizard Sarnod, 2009) par Jeff VanderMeer

### Chansons de la Terre mourante- Partie 2
- Evillo l'ingénu ((en) Evillo the Uncunning, 2009) par Tanith Lee
- Les Traditions de Karzh ((en) The Traditions of Karzh, 2009) par Paula Volsky (en)
- La Tragédie lamentablement comique (ou la comédie ridiculement tragique) de Lixal Laqavee ((en) The Lamentably Comical Tragedy (or The Laughingly Tragic Comedy) of Lixal Laqavee, 2009) par Tad Williams
- La Proclamation de Sylgarmo ((en) Sylgarmo's Proclamation, 2009) par Lucius Shepard
- Gorlion d'Almérie ((en) Grolion of Almery, 2009) par Matthew Hughes
- Incident à Uskvosk ((en) An Incident in Uskvosk, 2009) par Elizabeth Moon
- Guyal le Conservateur ((en) Guyal the Curator, 2009) par John C. Wright
- Invocation de l'incuriosité ((en) An Invocation of Incuriosity, 2009) par Neil Gaiman

### Nouvelles non reprises dans l'édition française
- (en) Caulk the Witch-chaser, 2009 par Liz Williams (en)
- (en) Inescapable, 2009 par Mike Resnick
- (en) The Green Bird, 2009 par Kage Baker
- (en) The Last Golden Thread, 2009 par Phyllis Eisenstein
- (en) The Return of the Fire Witch, 2009 par Elizabeth Hand
- (en) The Guiding Nose of Ulfänt Banderōz, 2009 par Dan Simmons Le roman court a été traduit en français sous le titre Le Nez-Boussole d'Ulfänt Banderõz et publié par les éditions Robert Laffont dans la collection Ailleurs et Demain en 2022
- (en) Frogskin Cap, 2009 par Howard Waldrop